# زمین‌لرزه ۱۳۰۴ بجستان
زمین‌لرزه ایران  در تاریخ ۱۴ دسامبر ۱۹۲۵ میلادی، برابر با ‎۲۳ آذر ۱۳۰۴، ساعت ۰:۰۰:۰۰ به زمان یوتی‌سی در ایران رخ داد. بزرگی آن ۵٫۵ در مقیاس ریشتر اعلام شده‌است. زمین‌لرزه به وقت محلی در روز دوشنبه، ساعت ۳٫۵ روی داده و منطقه زمانی آن یوتی‌سی +۳٫۵ بوده‌است .
سازمان زمین‌شناسی آمریکا نیز جای این زمین‌لرزه را در مختصات ۳۴°۳۶′شمالی ۵۸°۰۶′شرقی / ۳۴٫۶°شمالی ۵۸٫۱°شرقی و بزرگی آنرا برابر با ۵٫۵ در مقیاس ریشتر اعلام کرده‌است. 
شمار کشتگان زلزله حدود ۵۰۰ نفر بوده‌است.